# Tonomura Shigeru

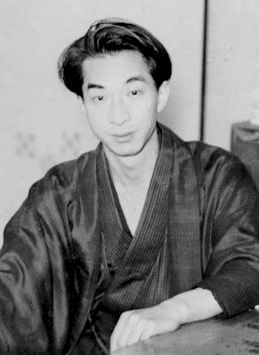
Shigeru Tonomura

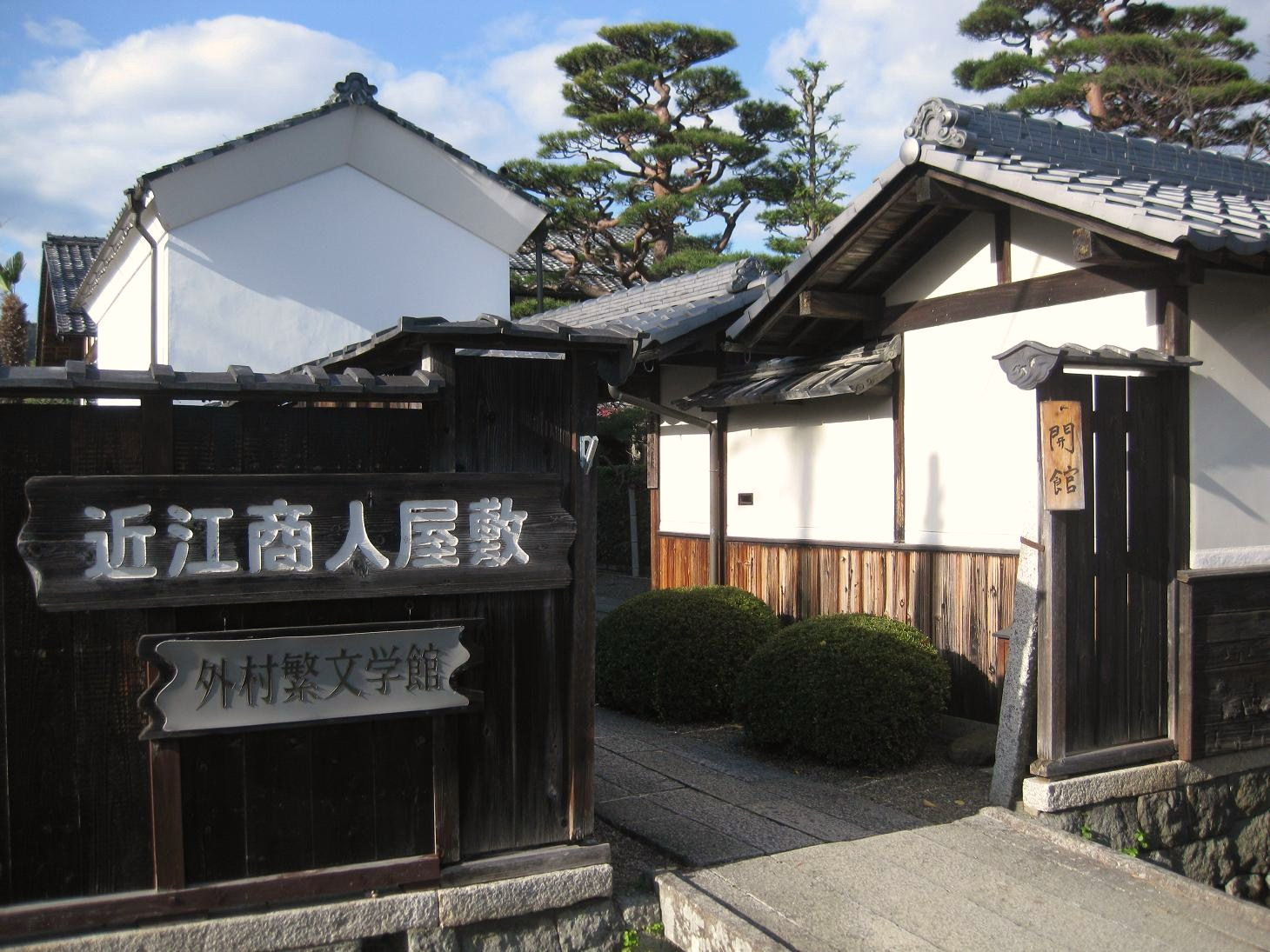
Tonomuras Geburtshaus, jetzt ein Museum,

Tonomura Shigeru (jap. Schriftstellerpseudonym: 外村 繁, bürgerlich: 外村 茂; * 23. Dezember 1902 in Kondō, Gokashō, Kanzaki-gun (heute: Gokashō-Kondō-chō, Higashiōmi), Präfektur Shiga; † 28. Juli 1961) war ein japanischer Schriftsteller. 

## Leben
Die Eltern von Tonomura Shigeru waren Anhänger der buddhistischen Sekte Jōdo-Shinshū. Er startete mit Mitstudenten ein literarisches Magazin während er an Universität Tokio im Fachbereich Wirtschaft studierte. Nach seinem Abschluss übernahm dann das elterliche Geschäft als Baumwollgroßhändler. Bekannt wurde er mit der Trilogie „Kusa ikada“, „Ikada“ und „Hana ikada“ (Ikada bedeutet Floß). Tonomuras Geburts- und Wohnhaus in Gokashō ist nun ein Museum, das das Leben der Kaufleute in der Provinz Ōmi (Vorläufer der Präfektur Shiga) zeigt.
1956 erhält Tonomura für Ikada den 9. Noma-Literaturpreis, 1960 für Miotsukushi den 12. Yomiuri-Preis. Tonomura ist ein wichtiger Vertreter des japanischen Ich-Romans (私小説, Shishōsetsu).

## Werke
- 1933 U no monogatari (鵜の物語)
- 1935–1938 Kusa ikada (草筏)
- 1949 Mugen houyou (夢幻泡影)
- 1949 Haru no yoru no yume (春の夜の夢)
- 1950 Mogami-gawa (最上川)
- 1953 Aka to kuro (赤と黒)
- 1954 Yūbae (夕映え)
- 1954–56 Ikada (筏)
- 1954 Iwa no aru niwa no fūkei (岩のある庭の風景)
- 1957–58 Hana ikada (花筏)
- 1960 Yoiyume mōmō (酔夢朦朦)
- 1960 Miotsukushi (澪標)
- 1960 Rakujitsu no Kōkei (落日の光景)
- 1960–61 Nurenizo nureshi (濡れにぞ濡れし)
- 1991 Hi o oshimu (日を愛しむ)